# Diocesi di Voncariana
La diocesi di Voncariana (in latino: Dioecesis Voncarianensis) è una sede soppressa e sede titolare della Chiesa cattolica.

## Storia
Voncariana, forse nei pressi delle rovine di Boghari nell'odierna Algeria, è un'antica sede episcopale della provincia romana della Mauritania Cesariense.
Unico vescovo conosciuto di questa diocesi africana è Vittore, il cui nome appare al 101º posto nella lista dei vescovi della Mauritania Cesariense convocati a Cartagine dal re vandalo Unerico nel 484; Vittore, come tutti gli altri vescovi cattolici africani, fu condannato all'esilio.
Dal 1933 Voncariana è annoverata tra le sedi vescovili titolari della Chiesa cattolica; dal 12 dicembre 2003 il vescovo titolare è Victor Antonio Tamayo Betancourt, già vescovo ausiliare di Barranquilla.

## Cronotassi

### Vescovi residenti
- Vittore † (menzionato nel 484)

### Vescovi titolari
- Luigi Bellotti † (18 luglio 1964 - 23 settembre 1995 deceduto)
- Óscar Aníbal Salazar Gómez (28 ottobre 1995 - 5 giugno 1999 nominato vescovo di La Dorada-Guaduas)
- Leonard Paul Blair (9 luglio 1999 - 7 ottobre 2003 nominato vescovo di Toledo)
- Victor Antonio Tamayo Betancourt, dal 12 dicembre 2003